# Acte de mariage en France
Ne doit pas être confondu avec Contrat de mariage.
En France, un acte de mariage est un acte juridique de l'état civil. C'est un acte authentique établi par un officier d'état civil qui fait la preuve juridique de la situation maritale des époux.
Il comporte les mentions obligatoires d'un acte d'état civil (année, jour et heure d'émission, prénoms et noms de l'officier de l'état civil), mais également, :
- les prénoms, noms, profession, âge, dates et lieux de naissance des époux, ainsi que leur domicile ;
- les prénoms, noms, professions et domiciles des pères et mères ;
- la déclaration des contractants de se prendre pour époux, et le prononcé de leur union par l'officier de l'état civil ;
- les prénoms, noms, professions, domiciles des témoins et leur qualité de majeurs.

S'il y a lieu, doivent également y figurer :
- le consentement des pères et mères, aïeuls ou aïeules, et celui du conseil de famille, notamment en cas de minorité d'un ou des deux époux ;
- les prénoms et nom du précédent conjoint de chacun des époux ;
- la date du contrat de mariage, et les nom et lieu de résidence du notaire qui l'aura reçu ;
- la déclaration qu'il a été fait un acte de désignation de la loi applicable conformément à la convention sur la loi applicable aux régimes matrimoniaux, la date et le lieu de signature de cet acte et, le cas échéant, le nom et la qualité de la personne qui l'a établi.

Si le mariage est dissous par un divorce, une mention est apposée depuis le 16 avril 1886 en marge de l'acte de mariage correspondant.
L'oubli d'une de ces mentions engage la responsabilité civile de l'officier d'état civil, et l'expose à une amende civile.
Trois types d'actes de mariage peuvent être délivrés,:
- une copie intégrale (c'est-à-dire une reproduction de l'acte de mariage dans son intégralité)[5],
- un extrait avec indication du lien de parenté
- un extrait sans indication de lien de parenté.

La demande d'acte de mariage est gratuite.
Selon le lieu du mariage : en France ou à l'étranger. Si vous vous mariez en France, vous pouvez faire la demande en ligne, par courrier ou à la mairie. Si vous êtes marié à l'étranger, vous pouvez faire votre demande en ligne ou par courrier.

## Pour approfondir